# 8445 Новотроїцьке
8445 Новотро́їцьке (8445 Novotroitskoe) — астероїд головного поясу, відкритий 31 серпня 1973 року.
Тіссеранів параметр щодо Юпітера — 3,204.